# Gollé
Gollé ou Golé est une localité et une commune rurale du Niger, du département de Dosso, région de Dosso.Village de kidé 

## Géographie
Gollé est située à 32 km au sud-ouest du chef-lieu départemental Dosso.  
| Birni N'Gaouré | Garankédey | Dosso |
| Kankandi       | Gollé      | Farey |
| Guilladjé      | Sambéra    |       |

## Histoire
La commune rurale de Gollé instaurée en 2002, est issue du canton de Dosso. 

## Population
Lors du recensement général de 2012, la population communale est relevée à 27 860 habitants. La localité compte 1 084 habitants en 2012.

## Localités
La commune s'étend sur 37 villages, 22 hameaux et 18 camps à l'ouest du département de Dosso.

## Services et infrastructures
- Centre de Santé Intégré (CSI) à Gollé, Yambaré[4].
- Collège d'enseignement général (CEG) à Gollé,
- Centre de formation des métiers (CFM) à Gollé.